# Der Ulenspiegel
Der Ulenspiegel war ein deutsches Kabaretttheater. Er galt als renommierteste Berliner Spielstätte für Kleinkunst der frühen Nachkriegszeit.

## Geschichte
Am 22. Juni 1946 wurde der Ulenspiegel (Leiter: Friedrich Pasche) in der Nürnberger Straße eröffnet. Die Hinterbliebenen traten zu diesem Anlass mit einem Gastspiel auf. Am Ulenspiegel inszenierten später auch Gustaf Gründgens und Carl Heinz Schroth. Kabarettrevuen Günter Neumanns (Alles Theater, Schwarzer Jahrmarkt) machten dabei einen großen Teil des Spielplans aus. Diesen Aufführungen wird besondere Wichtigkeit innerhalb der Entwicklung des Berliner Kabaretts nach dem Zweiten Weltkrieg zugeschrieben.
Der Ulenspiegel existierte als Spielstätte nur von 1946 bis 1948.

## Quelle
- Heinz Greul: Bretter, die die Zeit bedeuten. Die Kulturgeschichte des Kabaretts. Dtv, München 1971 (besonders, Bd. 1, S. 8)

1. 1971, ISBN 3-423-00743-5.
2. 1971, ISBN 3-423-00744-3.